# Десталинизация
Десталинизацията (на руски: десталинизация) е термин, отнасящ се до процеса на политически реформи в Съветския съюз, започнал след смъртта на дълготрайния лидер на страната Йосиф Сталин през 1953 г. Реформите се състоят в промяната или премахването на ключови части от системата, помогнали на Сталин да запази властта си: заобикалящия го култ към личността, сталинистката политическа система и работническите лагери „ГУЛАГ“, всичките създадени и доминирани от него в ролята му на Главен секретар на комунистическата партия на Съветския съюз, една от титлите му, от 1922 до 1952 г. Сталин е наследен от колективно управление след смъртта му през март 1953 г., състоящо се от Георгий Маленков, Председател на Съвета на министрите на СССР; Лаврентий Берия, управляващ Министерството на вътрешните работи; и Никита Хрушчов, Генерален секретар на ЦК на КПСС. И тримата дотогава са лоялни сталинисти, но също така знаят, че ексцесите на сталинизма заплашват всекиго със своеволни екзекуции, дори най-лоялните хора, поради което започват процес на разграждане на едноличната власт и реабилитацията на някои от хората с незаслужени съдби.
Модерни историци считат началото на десталинизацията за ключова обратна точка в историята на Съветския съюз. Тя започва при размразяването при Хрушчов, намалява силата си по време на Брежневския период и остава така до средата на 1980-те, когато се засилва отново поради политики като перестройка и гласност при Михаил Горбачов.

## Начало: речта на Хрушчов
Десталинизацията води до края на голямата роля на принудителния труд за икономиката на Съветския съюз. Процесът на освобождаване на затворници от ГУЛАГ е започнат от Лаврентий Берия, който скоро след това е свален от власт (арестуван на 26 юни 1953 г. и екзекутиран на 24 декември 1953 г. На свой ред Никита Хрушчов изгрява като най-силния съветски политик. 
Много хора считат, че моментът на вододела на десталинизацията е когато Хрушчов държи реч, озаглавена „За култа към личността и неговите последици“, отнасяща се към Сталин. На 25 февруари 1956 г. Хрушчов говори на закрита сесия на Двадесетия конгрес на КПСС. Хрушчов шокира слушателите си отричайки диктаторското управление на Сталин и култа му към личността като несъвместими с комунистическата и партийната идеологии. Сред позициите му е осъждането на отношението към старите болшевики, хора, които са подкрепяли комунизма преди революцията, много от които Сталин екзекутира като предатели. Хрушчов напада и престъпленията, извършени от съдружници на Берия.

## Подобрени условия в затворите
Хрушчов се опитва да направи системата „ГУЛАГ“ по-малко жестока позволявайки на затворниците да пишат писма до семействата си и позволявайки на членове на семействата им да им изпращат дрехи в лагерите – неща, които не са позволени по време на управлението на Сталин.  Освен това след смъртта на Сталин ГУЛАГ е „радикално намален по размер“.  На 25 октомври 1956 г. резолюция на КПСС декларира, че съществуването на системата лагери „ГУЛАГ“ е „нецелесъобразно“.  Институцията „ГУЛАГ“ е затворена със заповед номер 020 от 25 януари 1960 г. на Министерството на вътрешните работи. 

## Преименуване на места и сгради
Като част от десталинизацията Хрушчов полага усилия много места, носещи името на Сталин да бъдат преименувани със старите си имена, включително градове, забележителности и съоръжения.  Сред тях са столици на съветски републики и територии: през 1961 г. Сталинабад, столица на Таджикската ССР, е преименуван на Душанбе, а Сталинири, столицата на Южноосетинската автономна област е преименуван на Цхинвали  В Украйна област „Сталино“ и столицата ѝ, Сталино, са преименувани на Донецка област и Донецк.
Като символичен жест химнът на Съветския съюз е очистен от препратки към Сталин. Редовете от текста, свързани с него и ерата на Втората световна война са заменени с инструментал.
Дворецът на културата и науката „Йосиф Сталин“ във Варшава, Полша е преименуван през 1956 г. В България град Варна и връх Мусала връщат българските си имена съответно през 1956 г. и 1962 г., след като са носили името на диктатора.

## Разрушаване на паметници
Паметникът на Сталин в Ереван е премахнат през пролетта на 1962 и е заместен със статуята „Майка Армения“ през 1967 г. Хиляди статуи на Сталин са разрушени в Съветския съюз и други социалистически страни. През ноември 1961 г. голямата статуя на Сталин на монументалната алея „Сталин-алее“ в Берлин (преименувана бързо в Карл-Маркс-Алее) е премахната в тайна операция. Статуята в Будапеща е разрушена през октомври 1956 г. Най-голямата статуя, паметникът в Прага, е свалена през ноември 1962 г.
- Статуя в Будапеща
- Взривяване на паметника на Сталин в Будапеща
- Статуя в Берлин

## Преместване на тялото на Сталин
С импулса на тези публични преименувания, процесът на десталинизацията достига върха си през 1961 г. по време на 22-рия конгрес на КПСС. Две кулминационни действия отбелязват срещите – най-напред, на 31 октомври 1961 г. тялото на Сталин е преместено от Мавзолея на Ленин на Червения площад на място, близо до стените на Кремъл;  след това, на 11 ноември 1961 г., „градът-герой“ Сталинград е преименуван на Волгоград. 

## Културни промени
Един от най-важните ефекти на десталинизацията е отварянето на съветския културен живот. Това позволява на артисти и интелектуалци да бъдат по-открити и води до научаването на повече за западната култура. Това включва нова музика като джаз, суинг и рокендрол. Публикуваната литература започва да намалява политическите си подтекстове и започва да се отнася повече до читателите, техните лични животи и желания. Младите хора приемат новата култура най-добре. Има нови тенденции в облеклото, музиката и най-вече в нощните клубове.
Не всеки в Съветския съюз е отворен към новите културни тенденции. Работещ по сигурността в един от нощните клубове през 1956 г. коментира, че „всичката тази енергия би могла да бъде използвана за построяването на водноелектрическа централа вместо да бъде хабена тук на дансинга“. Въпреки че не всеки е съгласен с тези промени, вече няма страх в населението от екзекуции и наказания за приятели и семейството. 